# Chorempore

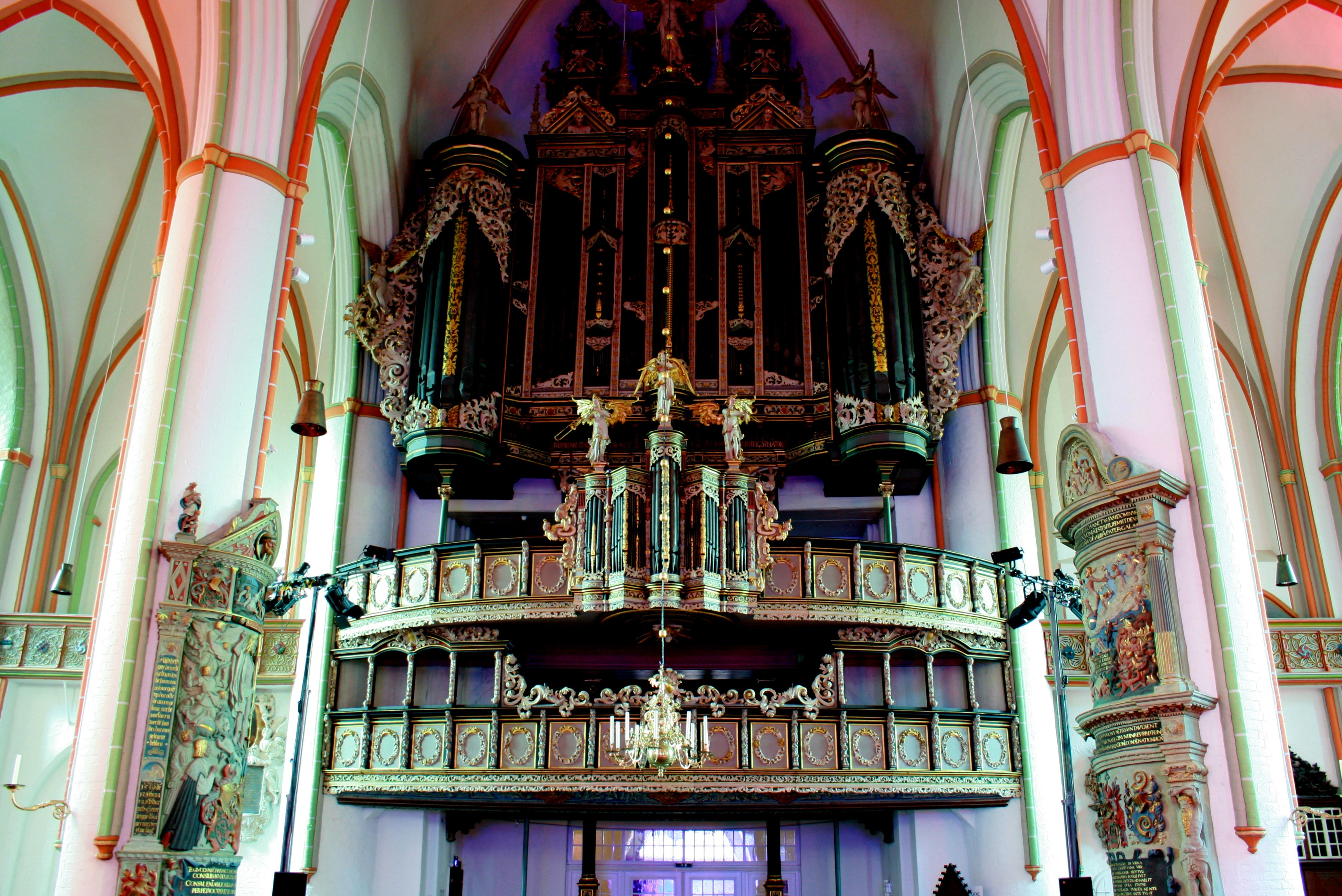
Renaissanceempore in einer gotischen Kirche (St. Johannis, Lüneburg)

Als Chorempore, Musikempore, auch Orgelempore, Orgelchor, Orgelfuß; Chortribüne, Orgelbühne, Organistrum oder Sängerchor (kurz Chor oder Empore) bezeichnet man in der Architektur über dem Kirchenraum erhöht angebrachte Emporen zum Musizieren.
Der Name Chor stammt sowohl vom Gesangschor als auch dem Namen Chor für das Presbyterium, den Altarraum der Kirche. Letzterer war, solange es die Chorschranke gab (und in 
orthodoxen Kirchengebäuden noch gibt), dem Klerus vorbehalten. Bis in die frühe Neuzeit wurde auch der Kirchenchor aus dessen Reihen gestellt, es wurde also im Chor (= im Presbyterium) gesungen und musiziert. Mit dem Aufkommen der Laienchöre ab der Renaissance musste aber ein neuer Platz gefunden werden. Der Chor „wanderte“ vom Presbyterium auf die oft als Volksempore genutzte (hintere) Empore, was in der Architektur zu einer begrifflich disparaten Situation führte: Chor = Presbyterium und Chor = Musikempore.
Seit der Entwicklung der Emporenbasilika, die über den Seitenschiffen am Obergaden als zweiten Stock ein Hochschiff erlaubten und mit gotischen Triforien ausgestattet waren, wurden auch als Emporen bezeichnete räumliche Bereiche geschaffen, die ebenfalls von dem für die Laiengemeinde vorgesehenen Kirchenraum, dem Schiff, separiert waren. Sie dienten – wie die Balkone und Logen im modernen Theater – in Kloster- und Schlosskirchen mit gewissem öffentlichen Zutritt den Ordensleuten, als Bischofsgang in den Kathedralen (Bischofskirchen) dem hohen Klerus oder waren den Adeligen vorbehalten, oft auch mit völlig getrenntem Kircheneingang aus Nebengebäuden (etwa als Teil der Klausur, der Bischofsresidenz, dem Wohntrakt des Fürsten). Diese befanden sich auch im oberen Teil des Presbyteriums selbst.
Parallel hielt die Orgel als Hauptliturgieinstrument Einzug und entwickelte einen attraktiven Pfeifensatz, den Orgelprospekt, anfangs gerne etwa als „Schwalbennest“ sichtig angebracht. Daher „übersiedelten“ Chor und Orgel dann in die Emporen auf einen extra dafür geschaffenen Balkon, indem man meist die beiden Seitenemporen an der West-(Eingangs-)Seite der Kirche verband.
Auch nach Abkommen der gotischen Großkirchen behielt man diesen Orgelchor bei, der Aufgang verlagerte sich dann endgültig meist auf Treppen an den hinteren Wänden, in den Westturm, oder die Vorkirche, ab dann spricht man auch explizit von Westempore. Dabei passte sich diese zunehmend den Ansprüchen der Orgelbaukunde an, da diese Instrumente zahlreiche spezielle Anforderungen haben, so das zunehmende Gewicht, die Zugänglichkeit des Innenraums, Balgkammer, Licht für den Organisten und raumklimatische Verhältnisse, der nötige Freiraum zur Decke für die Ausbildung und Sichtbarkeit des Prospekts und insbesondere die Akustik. Daher spricht man auch allgemein von Orgelempore für dieses Bauelement.
In der Dorfkirche oft nur ein zweckdienliches hölzernes Gestühl, wurde die Orgelempore in den Prachtkirchen zu einem wichtigen architektonischen Element der Gesamtkonzeption. Für kleinere Zweitorgeln (Chororgel), wie auch dem Aufkommen der Mehrchörigkeit in der Kirchenmusik (für Gesangstimmen ebenso wie etwa als Bläserchor) entwickelten sich parallel weitere Balkone, an akustisch geeigneten Stellen.
Im Besonderen das zunehmende Gewicht der Orgeln stellt die Kirchenbaumeister vor neue Probleme; die Basis der Seitenwände des Westbereichs, die die Decke stützen muss, eignet sich nicht dafür, ein zusätzliches Gewölbe einzuziehen – sofern dort nicht schon der massive Unterbau des Westturmes selbst ist. Dem kam ab dem Barock der Trend zur Rotunde als Kirchengrundriß entgegen, ab dem Klassizismus der Trend zur Säule, womit der Orgelchor zunehmend zur Tribüne im eigentlichen Sinne wurde. Erst die Betonbauweise des 20. Jahrhunderts erlaubte dann wieder freitragende Orgelchöre.
Der orthodoxe Kirchenbau kennt den Orgelchor nicht, da in den griechisch-byzantinischen Riten der mehrstimmige Gesang das tragende musikalische Element geblieben ist.

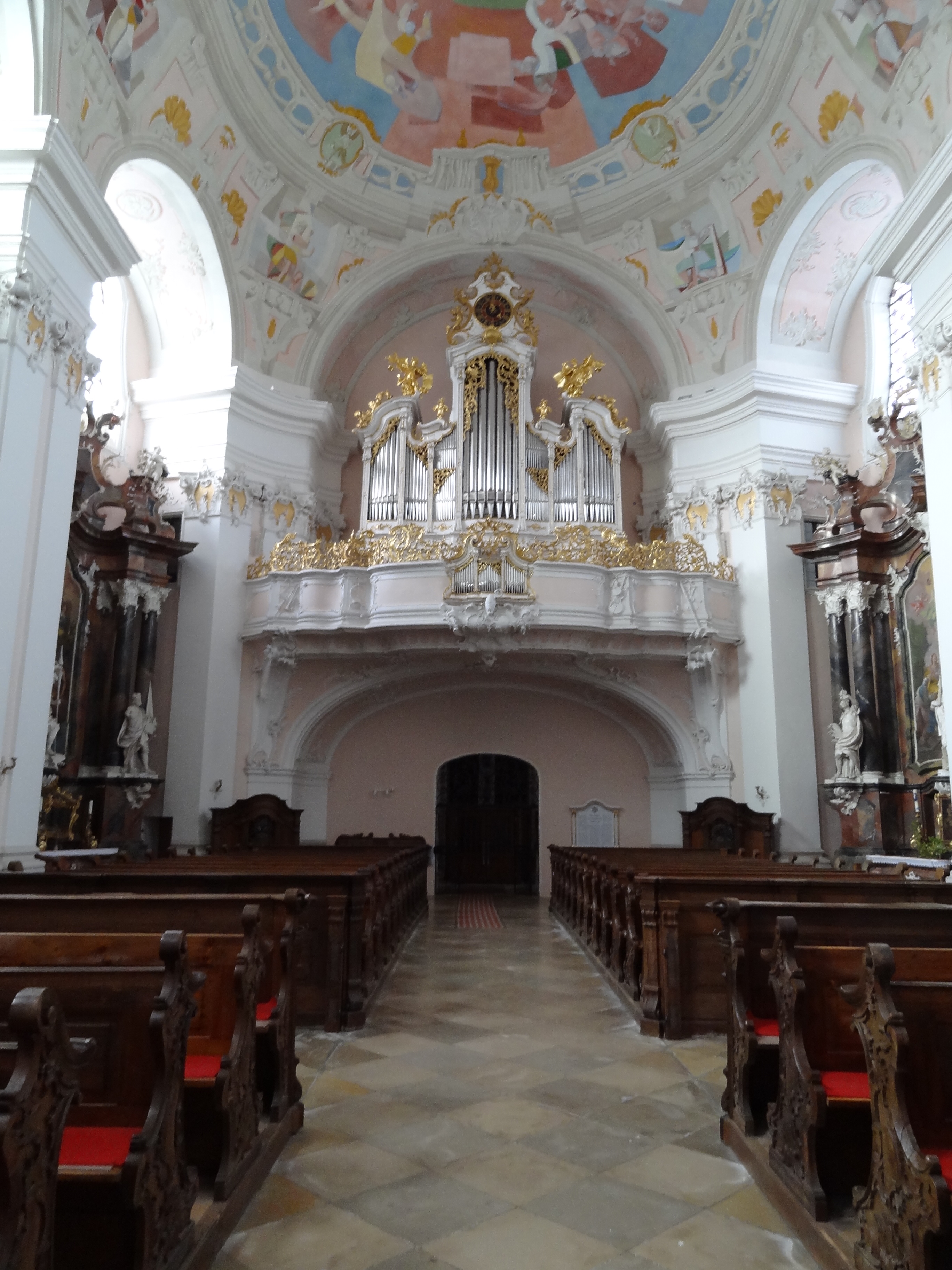
Hochbarocker baufester Orgelchor in Gesamtkonzeption (Stiftskirche Engelszell AT)
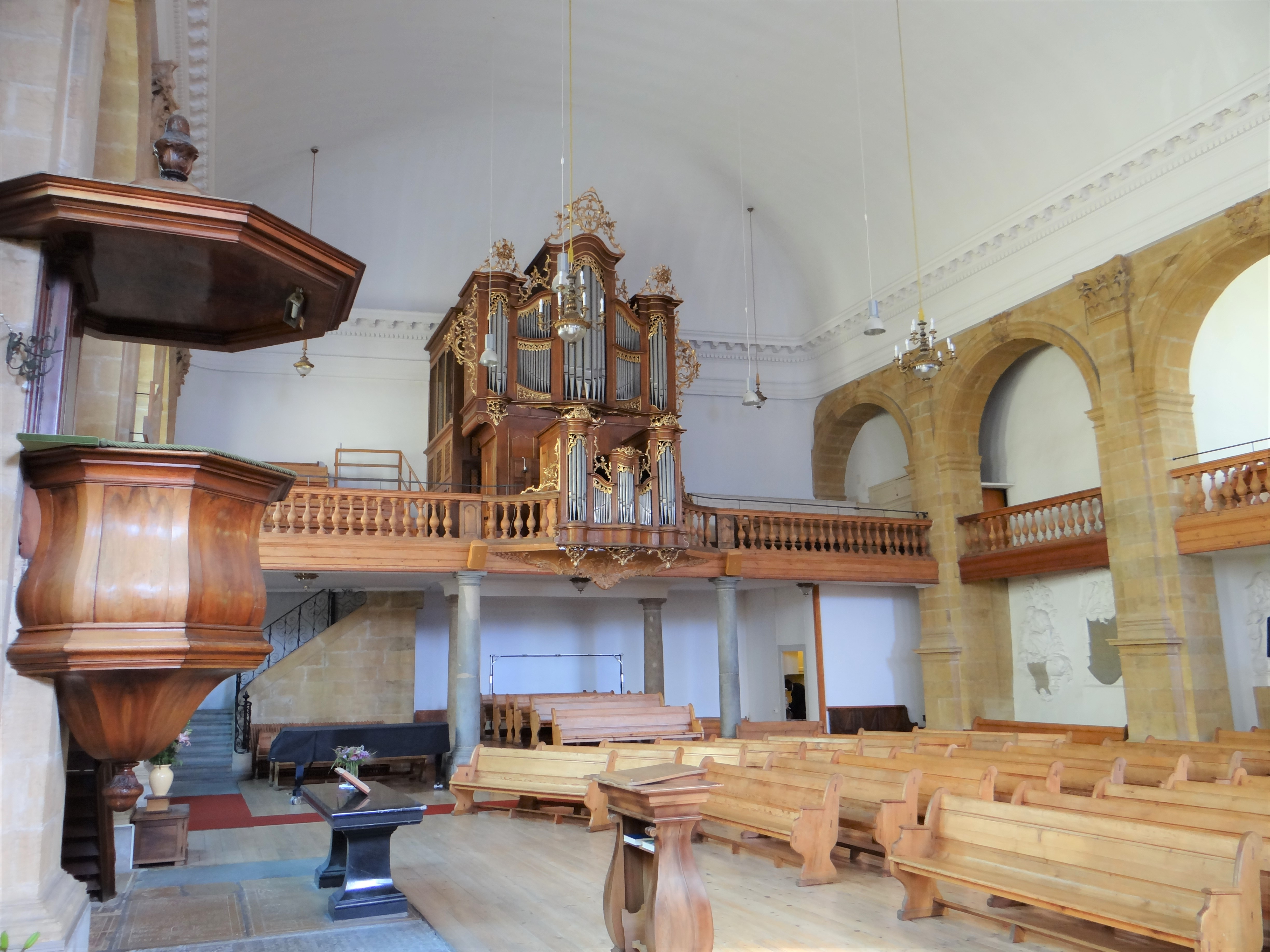
Chorbalustrade in Holz einer klassizistisch-barocken Kirche, mit Orgel und Aufgang seitlich (Notre-Dame, Yverdon CH)
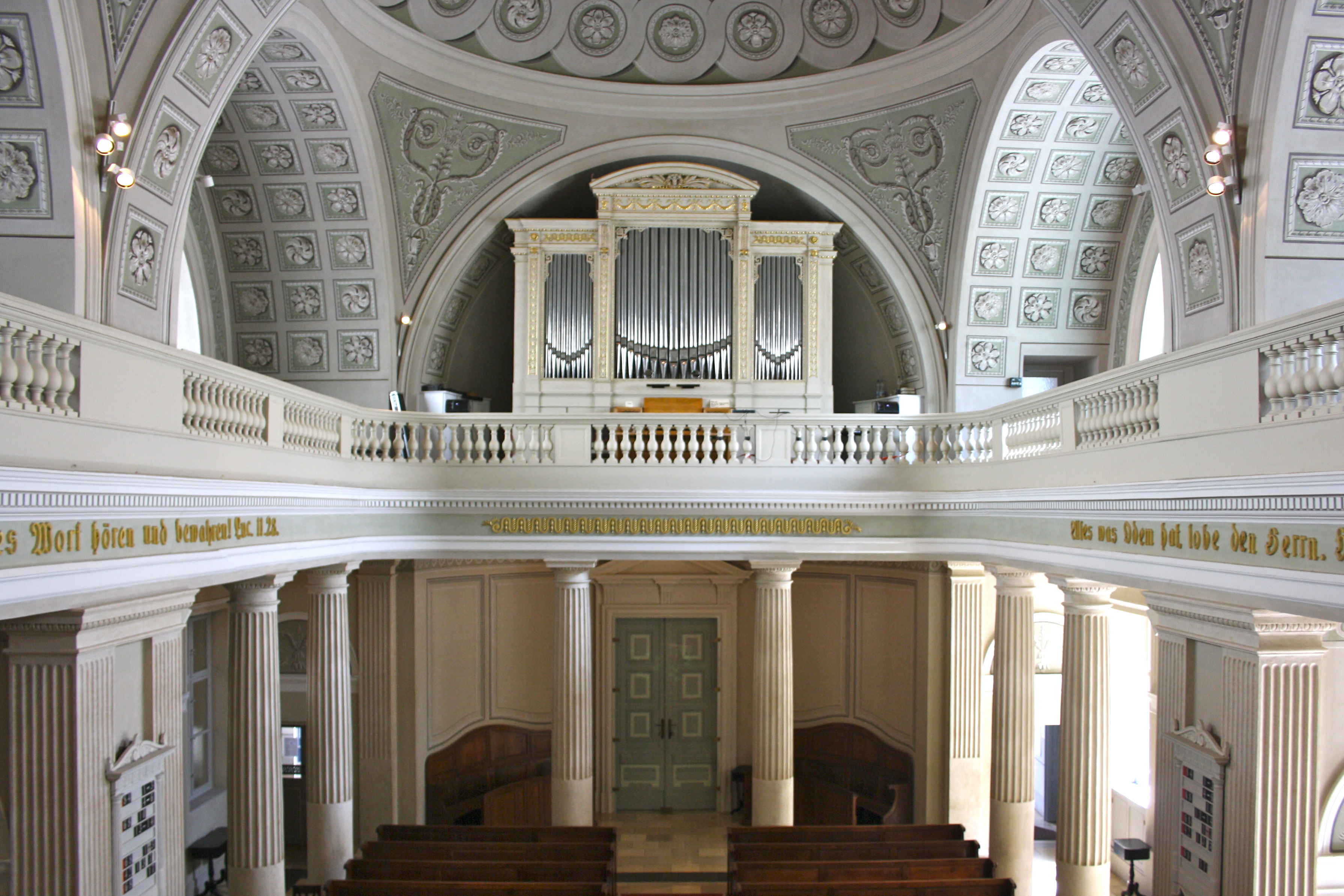
Klassizistische Empore (Ref. Stadtkirche Wien AT, 1784)
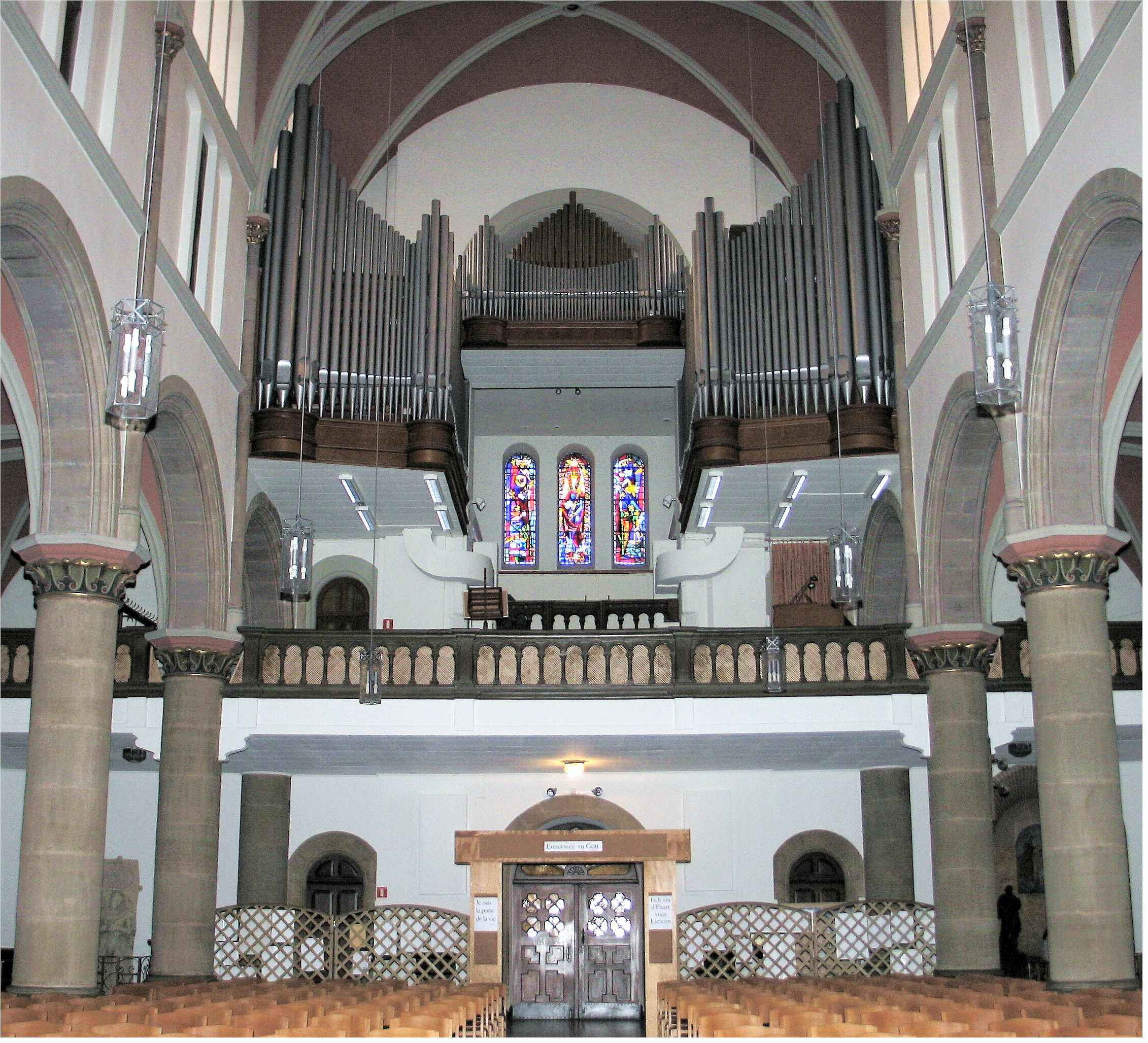
Orgelchor einer neuromanischen Kirche mit Prospekt der 1930er Jahre (St. Mariä Himmelfahrt, Bettemburg LU)
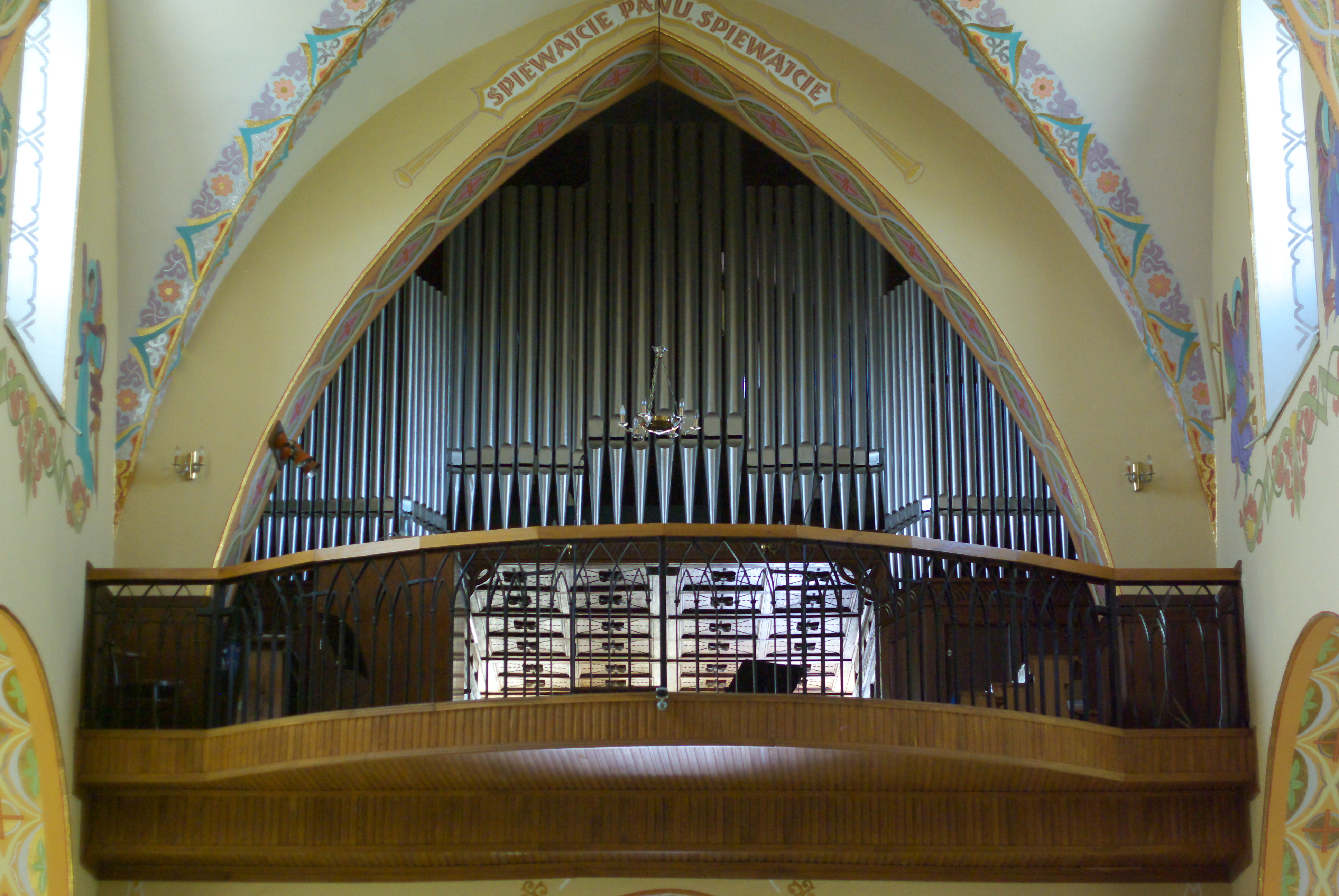
Modernistische Empore (1930er) einer neugotischen Kirche (Serca Pana Jezusa, Sanok PL)
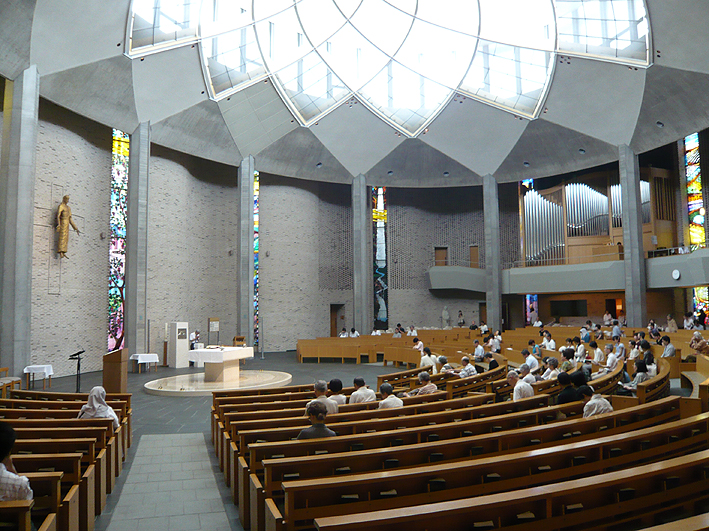
Orgelchor der Postmoderne (St. Ignatius Tokyo JP)
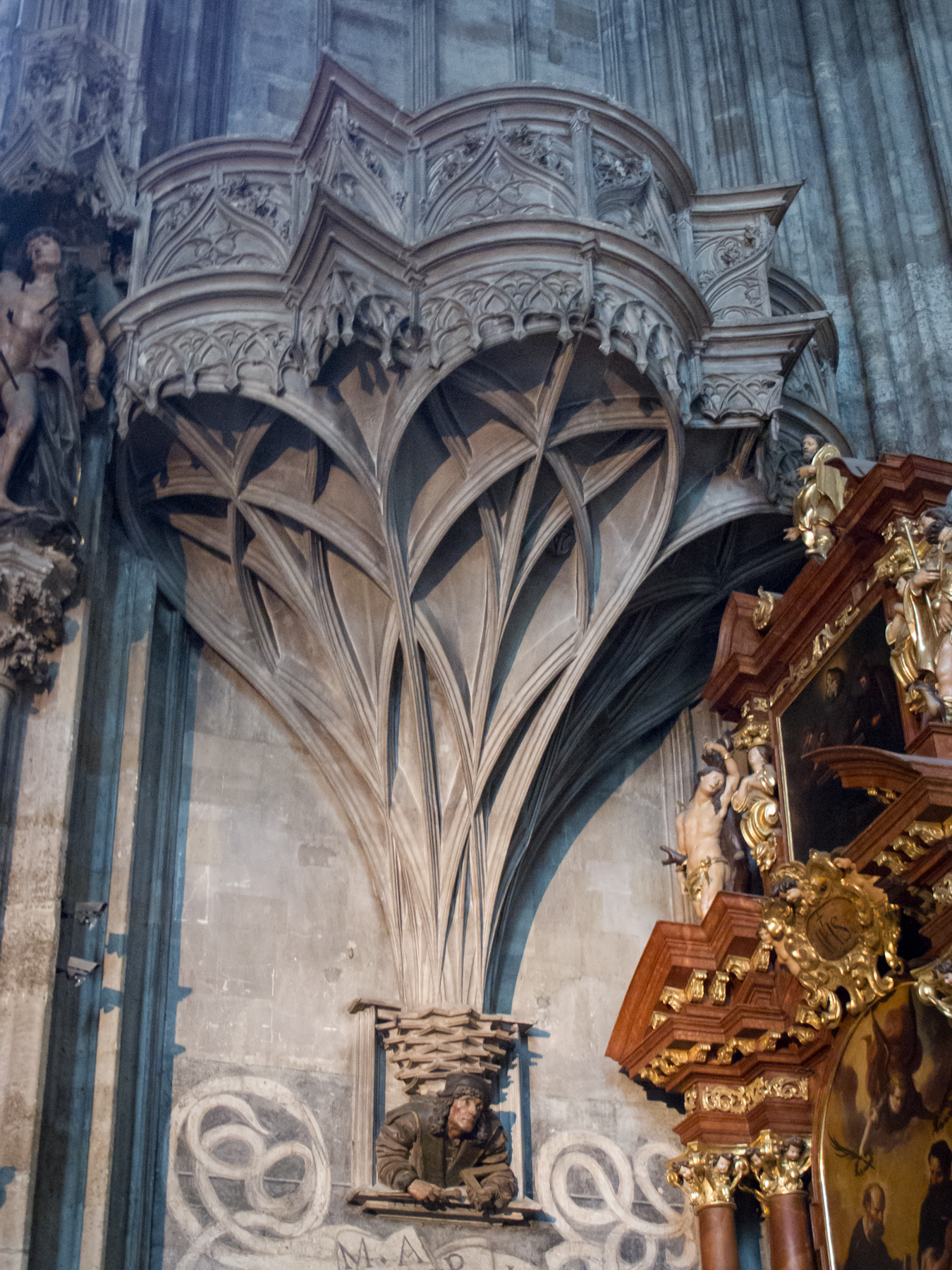
Orgelfuß, Stephansdom (Wien AT)